# Kenéz, Vas
Kenéz  este un sat în districtul Sárvár, județul Vas, Ungaria, având o populație de 270 de locuitori (2011). 

## Demografie
Componența etnică a satului Kenéz
     Maghiari (100%)
Componența confesională a satului Kenéz
     Romano-catolici (84,44%)
     Reformați (2,22%)
     Fără religie (2,22%)
     Necunoscută (11,11%)
Conform recensământului din 2011, satul Kenéz avea 270 de locuitori. Din punct de vedere etnic, majoritatea locuitorilor (100,0%) erau maghiari.  Din punct de vedere confesional, majoritatea locuitorilor (84,44%) erau romano-catolici, existând și minorități de reformați (2,22%) și persoane fără religie (2,22%). Pentru 11,11% din locuitori nu este cunoscută apartenența confesională.